# Seznam obcí Ostřihomské župy
Seznam obcí ležících na území slovenské části bývalé Ostřihomské župy. Obce jsou rozděleny podle současných okresů a uvedeny pod současným jménem.
Okres Levice
- Obce: Farná, Keť, Kuraľany, Veľké Ludince,

Okres Komárno
- Obce: Bátorove Kosihy, Búč, Kravany nad Dunajom, Moča

Okres Nové Zámky
- Města : Štúrovo
- Obce: Belá, Bíňa, Bruty, Gbelce, Kamenný Most, Kamenín, Ľubá, Malá nad Hronom, Mužla, Nána, Nová Vieska, Obid, Svodín, Šarkan